# Micrandria annaelisae
Micrandria annaelisae là một loài tò vò trong họ Ichneumonidae.